# Бейсенов, Саят Дюсенбаевич
Сая́т Дюсенба́евич Бейсе́нов (1 сентября 1940, п. Кондратьевка, Осакаровский район, Карагандинская область) — казахстанский государственный деятель, дипломат.

## Биография
Бейсенов С. Д. родился 1 сентября 1940 года в селе Кондратьевка Осакаровского района Карагандинской области. Трудовую деятельность начал в 1960 году после окончания профессионально-технического училища № 5 (г. Караганда) электрослесарем городского управления электросетей. В 1961—1964 годы служил в рядах Советской армии в г. Ашхабаде (Туркменистан). В 1964 году поступает в Карагандинский Политехнический институт по специальности «Горная электромеханика». В том же году направлен от Республики на учёбу в энергетический институт им. Ленина в г. Иваново (Россия). После окончания института направлен на работу на Карагандинский завод синтетического каучука инженером-электриком г. Темиртау.
В 1970—1972 годы приглашен на работу Инструктором промышленно-транспортного отдела Темиртауского Городского комитета партии. В 1972—1975 годы — заведующий Городским коммунальным хозяйством г. Темиртау. В 1975—1977 годы — заместитель Председателя Темиртауского Городского исполнительного комитета.
С июня 1977 года по рекомендации Назарбаева Н. А. избран Председателем исполнительного комитета Темиртауского Городского Совета народных депутатов и проработал в этой должности 8 лет. Всего в городе Темиртау отработал 15 лет в различных структурах управления по жизнеобеспечения города. В эти годы внес свой вклад в становление и развитие г. Темиртау. Здесь решались непростые в ту пору задачи по строительству жилья, школ, больниц, детских дошкольных учреждений с целью обеспечения устойчивой работы промышленных предприятий города. Основное внимание уделялось Карагандинскому Металлургическому Комбинату (Казахстанская Магнитка), который отметил 2 июля 2010 года своё 50-летие с участием Президента РК Назарбаева Н. А.
В 1984 году Председателем Правительства Казахстана Назарбаевым Н. А. выдвинут на работу Министром Бытового Обслуживания населения Казахской ССР. Министерством была проведена большая работа по строительству домов быта в городах и сельских районах Республики. Для улучшения занятости населения были организованы в отдаленных районах швейные и трикотажные цеха. Были открыты фабрики по обработке и пошиву кожевенных изделий.
В преддверии независимости Назарбаевым Н. А. был назначен первым Министром Труда Казахстан. В эти непростые 90-е годы Министерство осуществляет активную работу по вопросам занятости и социальной защиты населения, были внесены в Парламент первые проекты законов по трудовому законодательству (Трудовой Кодекс) и занятости населения. Наряду с этим, были подготовлены и внесены проекты законов по социальному обеспечению и миграции населения. Все эти проекты законов были одобрены и приняты Парламентом РК. Такие подходы и начинания явились основой для создания ныне действующих ведомств по труду, миграции и социальных вопросов.
После обретения независимости, в городе Женева (Швейцария) Казахстан впервые участвует в работе Международной Организации Труда (МОТ), где Министр вручает письмо от имени Президента РК Назарбаева Н. А. — Председателю МОТ г-ну Хансену А. Д. и выступает на сессии МОТ. Таким образом, Республика Казахстан становится полноправным членом данной организации.
В эти же годы Министерство проводит активную работу по переезду соотечественников (оралманов) на историческую родину. С этой благородной миссией по поручению Президента РК Назарбаева Н. А. рабочая группа во главе с Министром выезжает в Монголию, Китай, Иран, и Турцию. Министерством были организованы транспортные линии по добровольному переезду соотечественников.
Министерство Труда вместе с местными органами власти проводит большую работу по приему, обустройству и налаживанию быта оралманов.
Кандидат экономических наук. Член-корреспондент Инженерной Академии РК. В 1983 году был награждён Орденом Дружбы Народов, а в 2011 году в канун празднования 20-летия независимости РК был награждён Орденом Курмет. Имеет троих детей: дочери Айман, Айгуль и сын Тамерлан.

## Должности
- 1977—1984 гг. — Председатель исполнительного комитета Темиртауского Городского Совета народных депутатов (по нынешнему — Аким г. Темиртау)
- 1984—1987 гг. — Министр Бытового Обслуживания населения Казахской ССР
- 1987—1993 гг. — Министр Труда Республики Казахстан
- 1993—1995 гг. — Председатель Главной Контрольной Инспекции при Президенте Республики Казахстан
- 1995—1997 гг. — Первый Чрезвычайный и Полномочный Посол Республики РК в странах Прибалтики

Совет директоров KEGOC